# Gestia transportowa
Gestia transportowa – zastrzeżone w kontrakcie transportowym prawo i obowiązek zorganizowania transportu i pokrycia jego kosztów.
Najważniejsze zalety posiadania gestii transportowej to:
- bezpośredni wpływ strony odpowiedzialnej za transport na przebieg procesu transportowego, w tym na rodzaj i termin realizacji przewozu,
- zmniejszenie kosztów przewozu towaru poprzez zorganizowanie transportu we własnym zakresie, jeśli transport w innej formie okaże się nieopłacalny[2].